# 카밀로 라페티

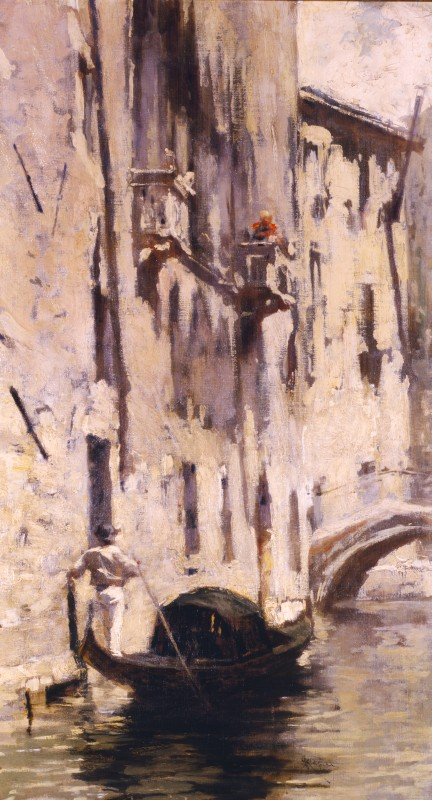
베네치아, 1880-1885 (Fondazione Cariplo 미술 컬렉션)

카밀로 라페티 (1859, 밀라노 – 1929)는 이탈리아 화가이다.

## 전기
라페티는 밀라노의 브레라 아카데미에 있는 장식과 인물 미술 학교에 다녀와, 비토레 그루비치(Vittore Grubicy)가 의뢰한 초상화로 푸마갈리 상을 받으며 데뷔했다. 로마, 파리, 런던을 여행하며 유화, 수채화, 조각 기술을 발전시켰다. 밀라노에서는 에덴 극장과 Ospedale Maggiore 교회 같은 시민 건물과 종교 건물을 프레스코화하는 중요한 작업을 맡기도 했고, 같은 기관을 위해 후원자들의 초상화도 그렸다. 1902년 투린 쿼드리엔날레와 1906년 밀라노 국립 미술전에서 장르 장면을 전시했다. 1926년에는 패밀리아 메네기나가 주최한 밀라노 예술가들의 첫 전시에 참여하기도 했다.
그의 작품 중엔 '프리마베라', '일 메디코 콘돗토', '일 프레페리토', '뛰어봐, 뛰어봐', '일 코르소 베네치아 아 밀라노', '시니올리나 리우치의 초상화', '라 파르티다 알라 모라', '파파, 오지 않니?', '슛!', '이 프리미 파니', 그리고 '감브리노' 등이 있다. 그는 브레라 아카데미에서 학생들을 가르쳤다.

## 참고자료
- Laura Casone, Camillo Rapetti, Fondazione Cariplo 의 온라인 카탈로그 Artgate, 2010, CC BY-SA(이 기사의 첫 번째 개정 소스).

## 기타 프로젝트
위키미디어 공용에 카밀로 라페티 관련 미디어 분류가 있습니다.